# Henry Holbrook
Pour les articles homonymes, voir Holbrook.
Henry Holbrook (11 juillet 1820-11 mai 1902) est un homme politique canadien de la Colombie-Britannique. Il est député provincial indépendant de la circonscription britanno-colombienne de New Westminster City de 1871 à 1875.

## Biographie
Né à Northwich dans le Cheshire, Holbrook étudie dans le secteur de Witton. Il entre en affaires en devant marchand à Liverpool. Pendant la guerre de Crimée, il est entrepreneur et installé à Odessa en Ukraine. Il se rend ensuite à Victoria alors que commence la ruée vers l'or du canyon du Fraser dans la colonie de la Colombie-Britannique en 1858. Il se dirige ensuite dans la capitale coloniale à New Westminster où il ouvre un commerce. Conseiller municipal, il sert également comme président du conseil (maire),. En 1864, il tente sans succès d'être élu représentant à l'Assemblée coloniale de la Colombie-Britannique (en) pour représenter New Westminster, mais parvient à l'être pour le district de Douglas et Lillooet. Holbrook s'oppose à l'union de la colonie avec la colonie de l'Île de Vancouver en 1866 et qui ferait alors de Victoria la nouvelle capitale coloniale.
Malgré quelques doutes, il devient plutôt favorable à la réunion avec le Canada. En 1870, il se rend à Ottawa en tant que délégué non officiel afin de discuter des termes d'une potentielle union. En 1871, il entre au cabinet en tant que Chef commissaire aux Terres et Travaux et ensuite comme président du Conseil exécutif. 
Holbrook retourne en Angleterre pour raisons de santé en 1880. Bien qu'il ne revienne jamais en Colombie-Britannique, il en garde un grand intérêt et publie British Columbia gold mines; a paper read before the Liverpool Geological Association en 1884.
Il meurt dans la Talbot House de Parkgate (en) dans le Cheshire en mai 1902 à l'âge de 81 ans.